# Hans Hirtz

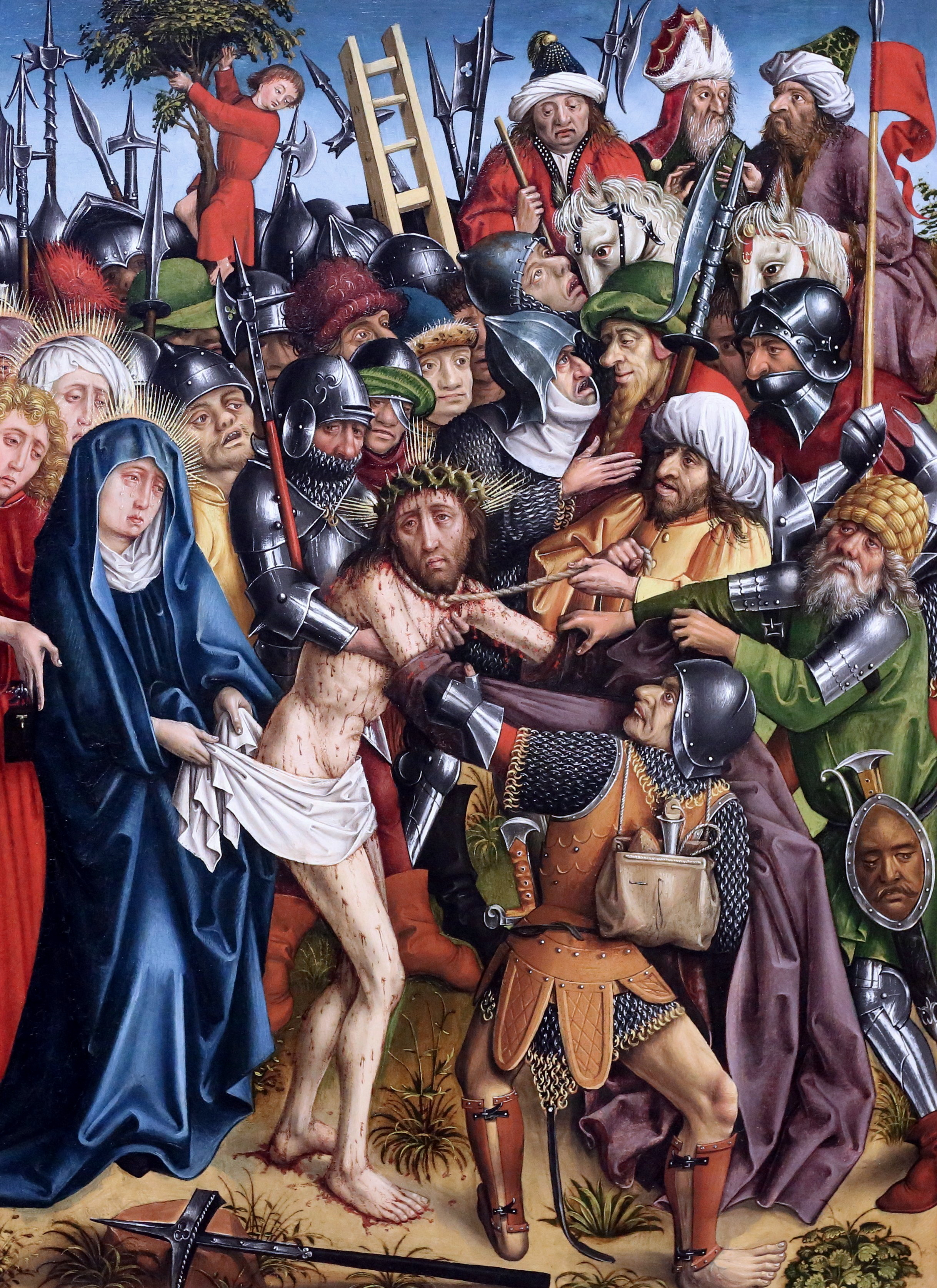
Meester van de Passie van Karlsruhe (Hans Hirtz): Ontkleden van Christus (paneel uit de Passie van Karlsruhe, ca. 1440

Hans Hirtz (ca. 1400 - 1463) is een kunstschilder uit de eerste helft van de 15e eeuw, afkomstig uit het gebied van de Bovenrijn, die omstreeks 1440 een passieretabel maakte, waarschijnlijk voor de Thomaskerk van Straatsburg.

## Levensloop
Hans Hirtz werd voor het eerst vernoemd in archieven van Straatsburg in de akte van aankoop van een huis in 1421. Hij was lid van het Gilde van goudsmeden en schilders en in 1438 voerde hij actie om de gilde te splitsen per specialisatie. In 1439 trad hij op als getuige in het proces dat gevoerd werd tegen Johannes Gutenberg omdat die een huwelijksbelofte zou verbroken hebben. In een tekst van 1451-1452 wordt gezegd dat hij kon ontheven worden van de zware verantwoordelijkheden in het gilde, maar in 1462 werd hij gegijzeld door Frederik III van de Palts en hij stierf een jaar later in gevangenschap.
Lilli Fischel heeft hem in 1952 vereenzelvigd met de anonieme Meester van de Passie van Karlsruhe onder meer op basis van het feit dat het zicht op de Thomaskerk, dat voorkomt op het paneel met de kruisdraging, perfect overeenkomt met het zicht op de kerk dat men had vanuit zijn woning. Ondertussen is deze anonieme meester overtuigend geïdentificeerd met Hanz Hirtz, maar de bekendheid die de noodnaam verwierf dankzij een gerichte campagne leidde ertoe dat men aan deze schilder met zijn noodnaam blijft refereren.

## Werk
Zijn altaarstuk met de passie van Christus werd tijdens de reformatie uit mekaar gehaald en de panelen raakten verspreid. Sinds 1858 werd een aantal panelen bewaard in Karlsruhe, onder de naam Passie van Karlsruhe.  Vandaag bevinden zes van de teruggevonden panelen zich in de Staatlichen Kunsthalle in Karlsruhe. Eén paneel met de geseling bevindt zich in het Wallraf-Richartz-Museum in Keulen. Het werk is een van de hoofdwerken van de Duitse gotische schilderkunst;

## Stijlkenmerken
De stijl van de meester is zeer narratief, bijzonder expressief en zeer realistisch. Het perspectief en de ruimtelijke voorstelling kan men eerder oudmodisch noemen, maar zijn dramatische verhalende stijl is daarentegen zeer vernieuwend. De figuren in zijn scènes zijn duidelijk herkenbaar als 'goeden' of 'slechten' en de emoties van de deelnemers aan het gebeuren worden zeer goed voorgesteld.

## De Passie van Karlsruhe
De zeven bewaarde panelen van de Passie van Karlsruhe stellen de volgende scènes uit het lijden van Christus voor:

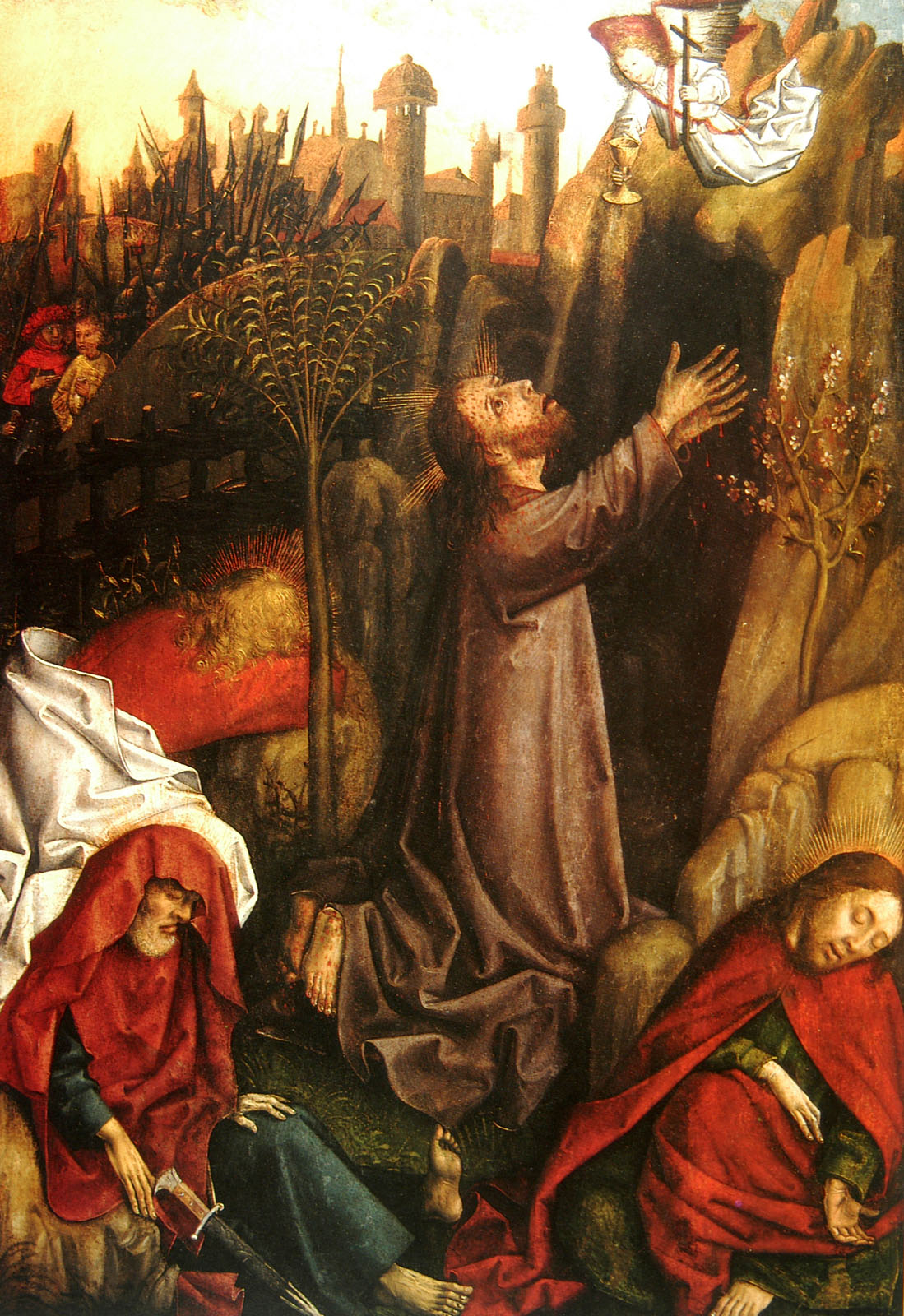
Wake in de olijfhof
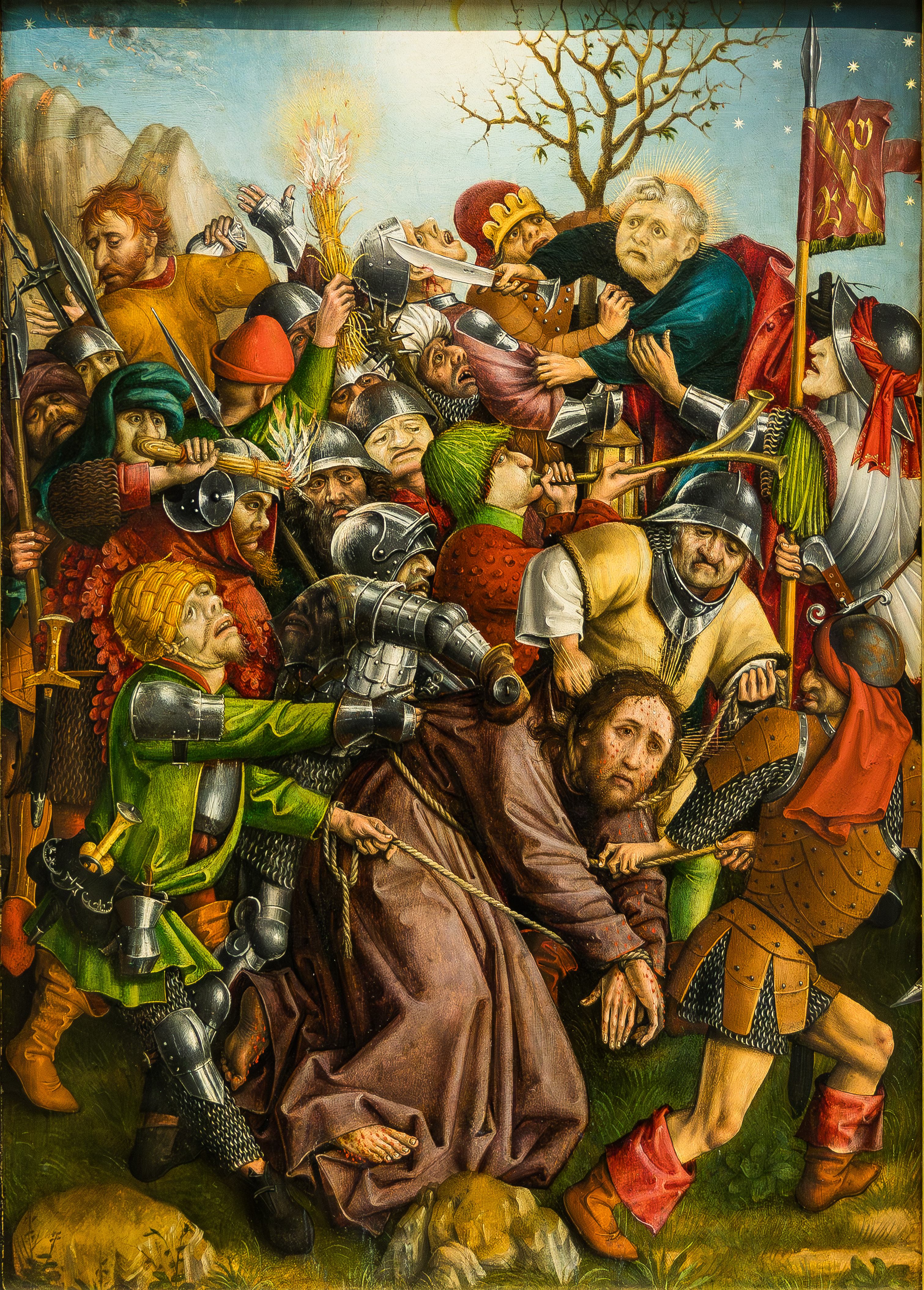
Gevangenneming
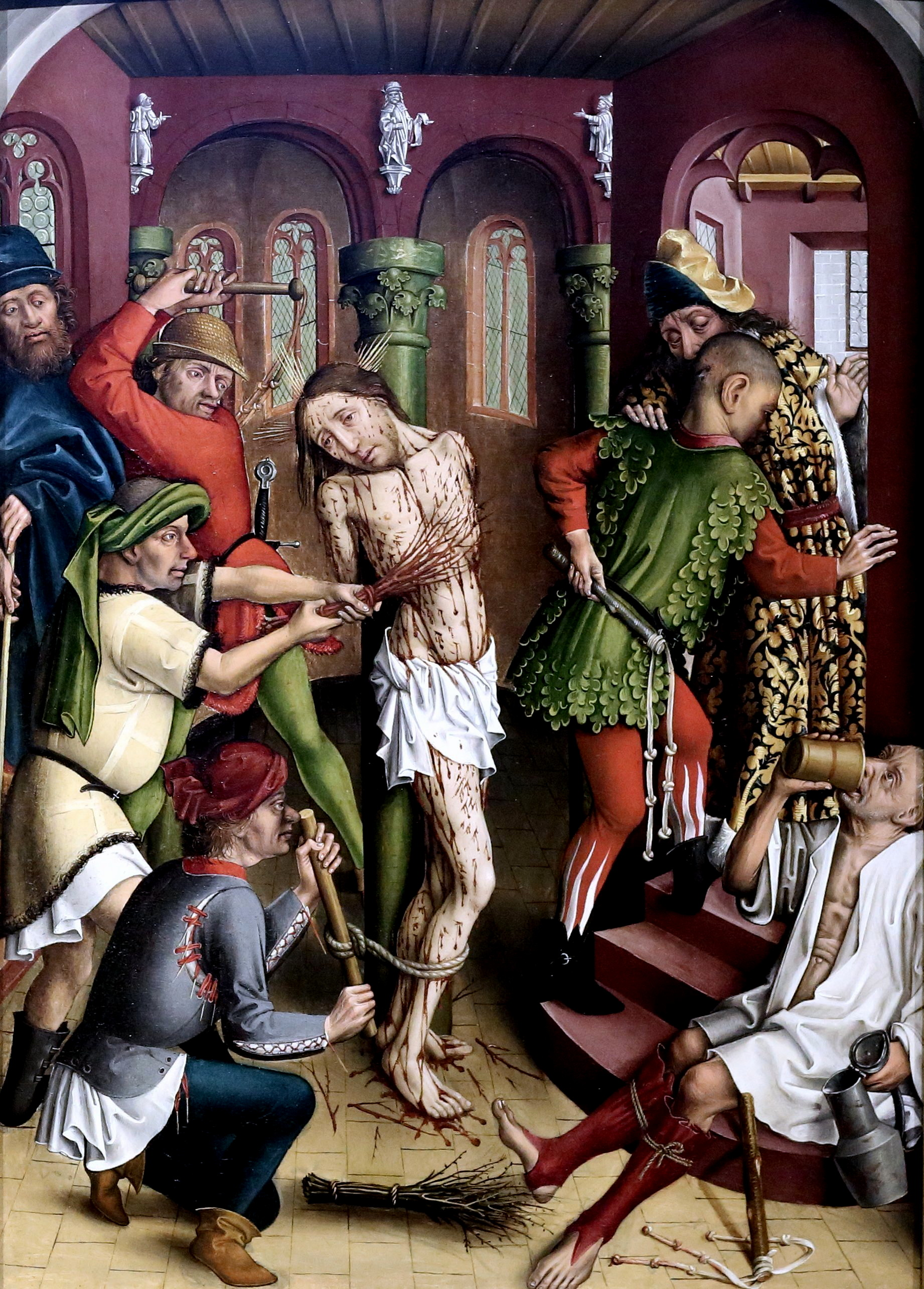
Geseling
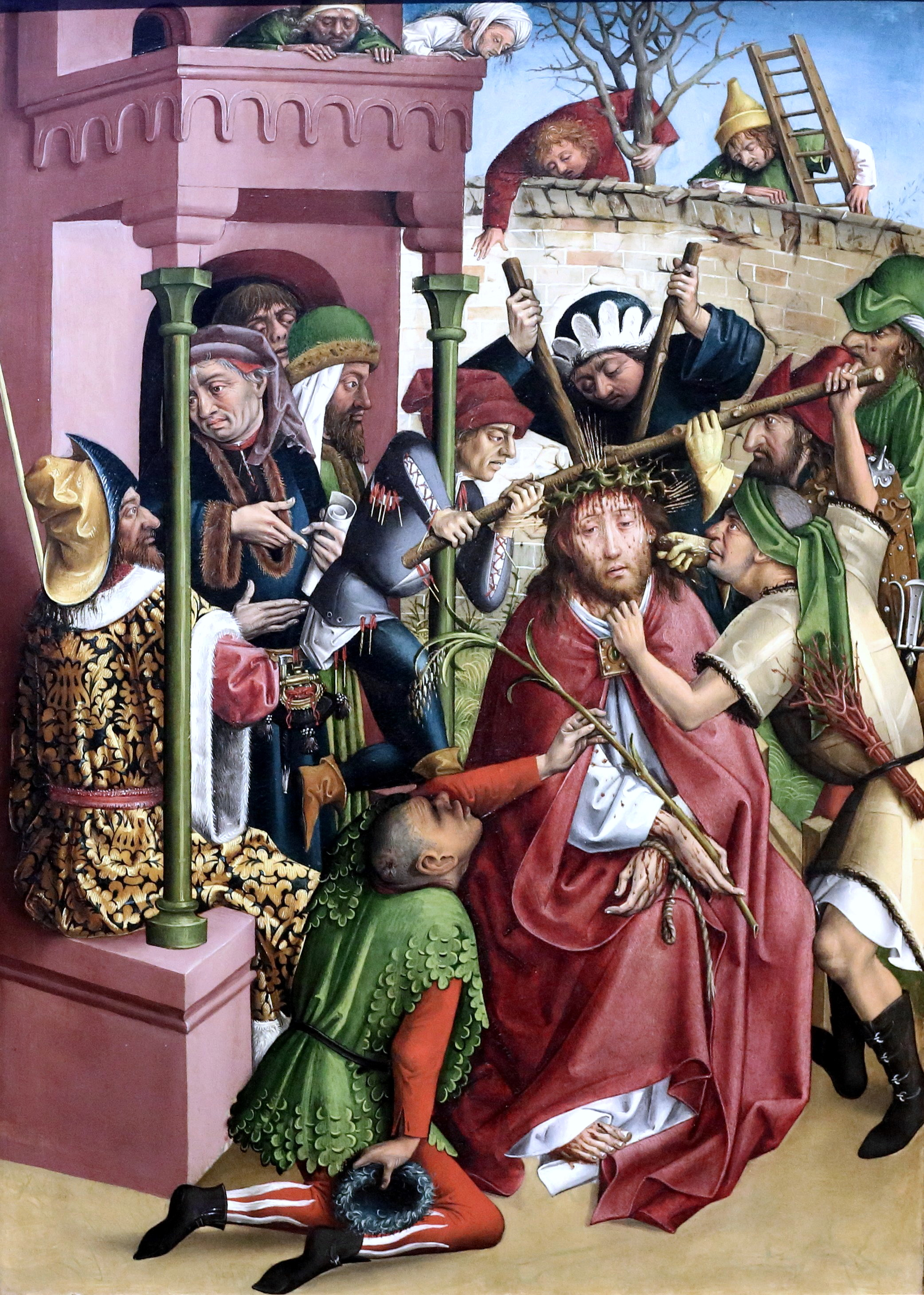
Doornenkroning
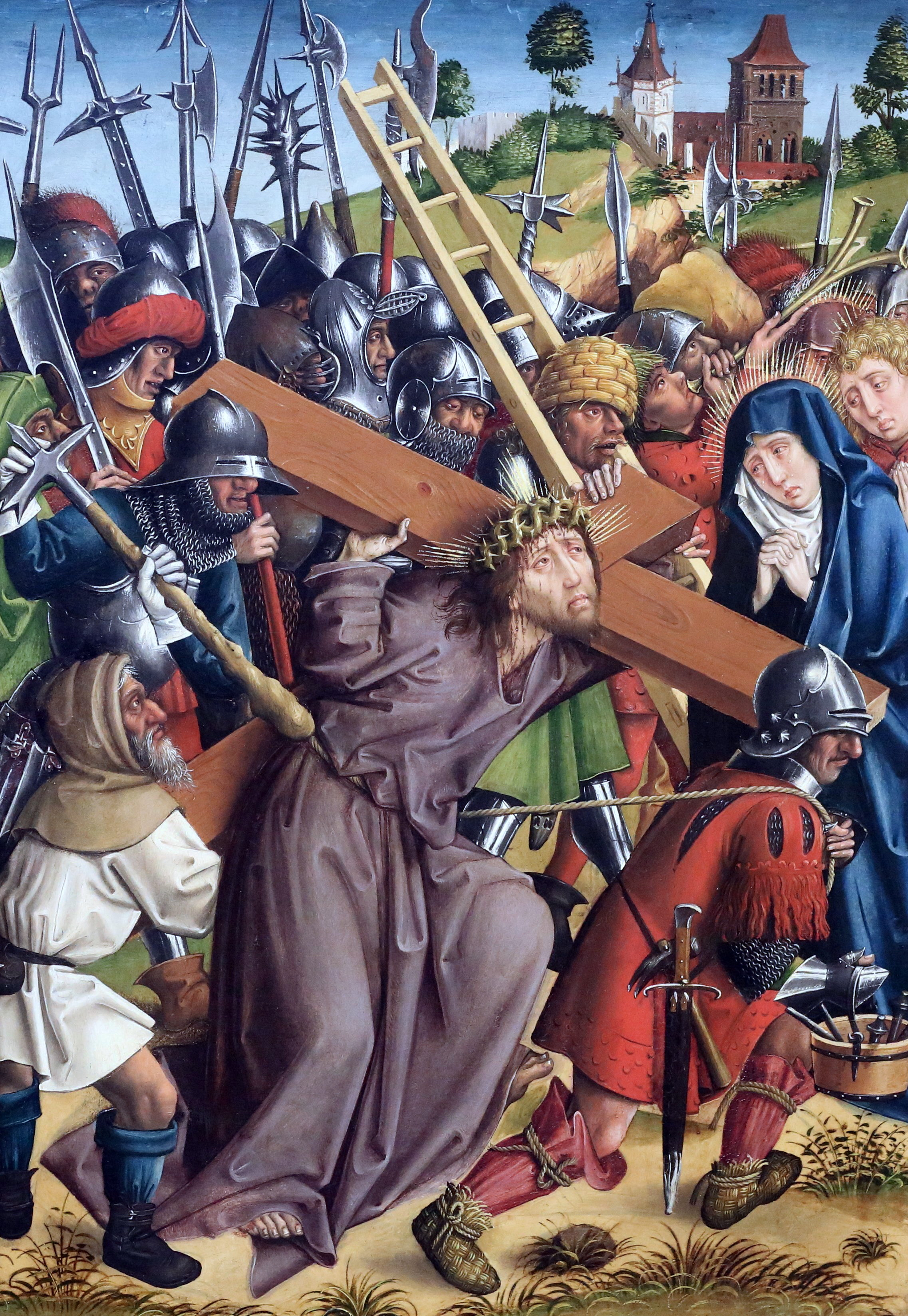
Kruisdraging
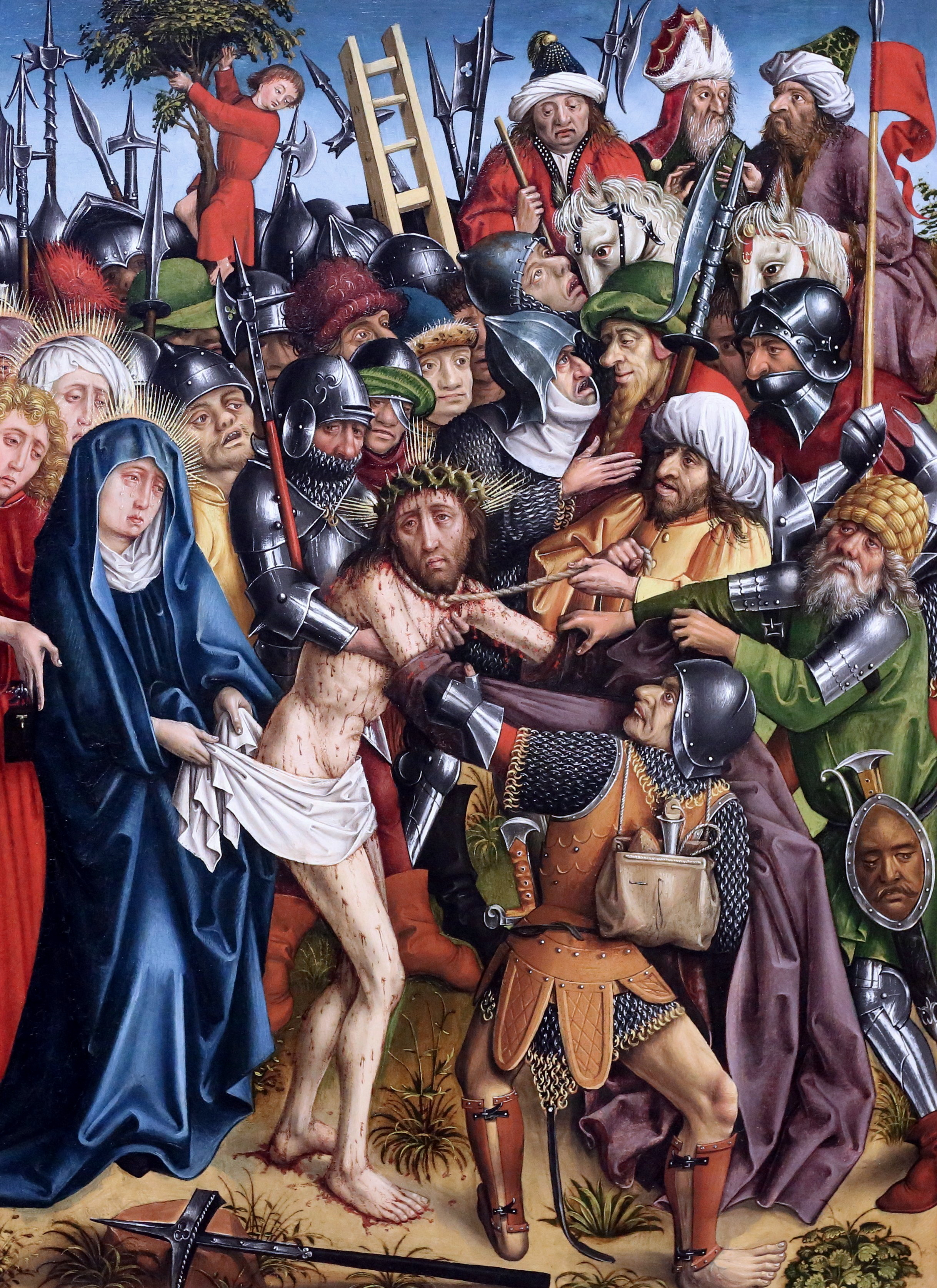
Ontkleding
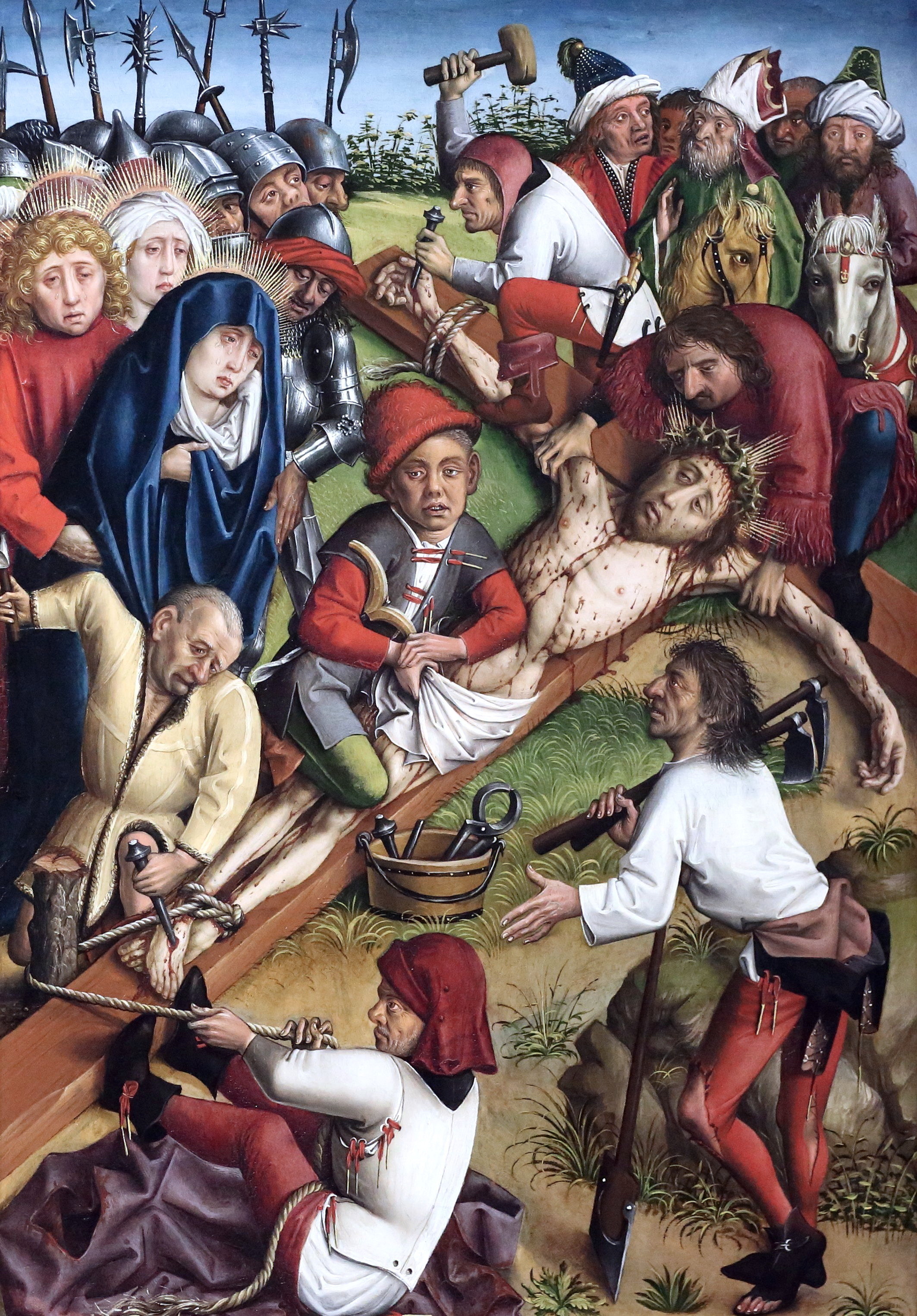
Kruisiging

## Betekenis
De verhalende schildertrant die deze meester in de kunst van het Bovenrijn gebied introduceert kan men terugvinden in enkele werken van de volgende generatie schilders. Hij wordt dan ook gerekend tot een van de belangrijkste schilders van zijn generatie.
Van de meester zelf zijn geen andere werken bekend, tenzij een tekening uit de 17e eeuw die gemaakt zou zijn naar een fresco van hem in de Dominikanenkerk in Straatsburg.
- Gemeinsame Normdatei: 118815245
- International Standard Name Identifier: 0000 0004 4888 1505
- Library of Congress Control Number: n90617428
- Union List of Artist Names: 500319554
- Virtual International Authority File: 74649835
- WorldCat: E39PCjthkqyPJRMkRmPpX8r3pK